# NoxInfluencer
NoxInfluencer（ノックスインフルエンサー）とは中国・北京に本社を構えるノックスデジタルエンターテインメント（Nox  Limited。本社：中国・北京、代表者：韓哲）が設計・開発などを手がけているYouTube分析に特化した無料のウェブサービスである。
YouTubeに投稿された動画やチャンネルを分析しチャンネル別や動画ごとの閲覧数、評価数の推移やチャンネル登録者数などの情報を閲覧てきるマーケティングに役立つ無料サービスをコンセプトにしている。2018年1月より日本での展開が開始され、コアなYouTuberの解析・分析機能に特化した無料ウェブサービスとして現在も開発、改良が続けられている。

## 概要
NoxInfluencer（ノックスインフルエンサー）はYouTuber向けに特化したインフルエンサー向けマーケティングサービスとして、さまざまな分析機能をパッケージングした無料ウェブサービスとして開発された。チャンネル登録者数や再生回数、国ごとのランキングなど多彩な切り口でランキング表示させた分析機能も実装している。また、YouTube動画投稿者の推定報酬額を試算表示することができる。
ノックスデジタルエンターテインメント（Nox Limited。本社：中国・北京、代表者：韓哲）はWindowsとMacのパソコンで動くAndroidエミュレーターであるNoxPlayerの開発元でもある。NoxInfluencer（ノックスインフルエンサー）では、ビッグデータとAIを組み合わせたAndroidエミュレータのプラットフォームとしてスマホアプリの広告展開システムやマーケティングの技術や経験を活かしたアプリケーションアフィリエイトプログラムの機能も兼ね備える。サービスの利用はGoogleアカウントでのサインインのみで手軽に利用可能である。サインイン（登録）すると提携している企業からの広告案件などのオファーを受けられるようになり、アフィリエイト・サービス・プロバイダとして機能する側面も備える。
同社のサービスNoxPlayer公式サイト（日本語）内ブログにて「NoxInfluencerのバグ発見&提案キャンペーンを開催!!」と銘打ったキャンペーンが開催され、ユーザー参加型のバグ報告イベントを行うなどウェブサービスとしての改善・アップデートを行っているのも特徴的である。

## YouTube 動画・チャンネルの分析ツール
YouTubeチャンネル及び動画の分析ツールとしての利用は登録不要でウェブブラウザからのアクセスのみで誰でも利用可能なツールである。

## YouTube チャンネル検索機能
YouTubeチャンネルのURLやタイトル、カテゴリー、登録者数、国別地域といったさまざまな項目の組み合わせで分析を行いたいターゲットとなるYouTubeチャンネルを検索できる。登録者数や視聴者数の合計、動画の平均視聴数、一日あたりの登録者数の増減や視聴回数。YouTubeチャンネルの広告収益の試算額の表示が可能である。YouTuibeチャンネルや動画の視聴者の属性といったさまざまなデータの閲覧が可能である。データは日々蓄積されているので、履歴をグラフで可視化し確認することも可能である。また、YouTubeチャンネル登録者数に関してはリアルタイムで増減を確認することができる「サブスクライブカウンター」機能も備える。

## YouTubeランキング機能
YouTube動画及びチェンネルのランキングを地域・カテゴリーなどのフィルタリングによるソートによる閲覧が可能である。

## スマホアプリ向け アフィリエイト・サービス・プロバイダ機能
スマホゲームアプリを中心としたアフィリエイト広告サービスの提供機能も備える。対象国別に提供されているアプリが異なる点が特徴的である。

## Google Chrome拡張機能バージョン
Google Chrome拡張機能としてNox Influencer for YouTubeが提供開始された。ウェブサービスとしてNoxinfluencerにサインインしてサイト内でYouTube分析を行う従来の利用方法に加えて、YouTubeのサイト内で閲覧時にNoxInfluencerのYouTube分析情報を同時表示する無料のChrome拡張機能の登場により利用可能となった。過去30日間の登録者数と視聴数などのNoxInfluencerで分析された情報をYouTubeのサイト内で動画検索する際に、同時に確認することがが可能となった。